# Bradysia minuscula
Bradysia minuscula är en tvåvingeart som först beskrevs av Franz Lengersdorf 1939.  Bradysia minuscula ingår i släktet Bradysia och familjen sorgmyggor.
Artens utbredningsområde är Kongo. Inga underarter finns listade i Catalogue of Life.